# El silencio de Neto
El silencio de Neto es una película guatemalteca filmada en Ciudad de Guatemala y Antigua Guatemala, dirigida por Luis Argueta y protagonizada por Oscar Javier Almengor, Herbert Meneses, Julio Díaz e Ingrid Hernández.  La película transcurre durante los últimos días del gobierno del coronel Jacobo Árbenz Guzmán y muestra como Neto Yepes, un niño de doce años que padece de asma y es sobreprotegido por su familia, vivió esos días de la historia de Guatemala.

## Argumento
«Neto Yepes» (Oscar Javier Almengor) es un niño de clase media guatemalteco que padece de asma y vive con su familia, aunque agobiado por los cuidados de las mujeres y con un padre autoritario.  La película se inicia con Neto asistiendo al velorio de su tío «Ernesto Yepes» (Herbert Meneses) y observa a las personas que llegan al lugar, a veces intrigado por no saber quienes son algunas de ellas.  Luego, cuando ya está solo en su casa, se encuentra con su tío Ernesto a quien le reclama «¡Tío! ¿No que estaba muerto, pues??»; su tío le explica que ha regresado porque tienen pendiente terminar un globo de papel que le había prometido enseñarle a hacer; el tío Ernesto era el hijo pródigo de la familia Yepes y como tal, se había identificado con la causa de la Revolución de Octubre mientras que su familia apoyaba a Carlos Castillo Armas.
A partir de ese momento se inician los recuerdos del tío Ernesto y la trama se ubica en el mes de junio de 1954, durante el último mes del gobierno del coronel Jacobo Árbenz y los sucesos políticos del momento se presentan en su mayor parte a través de los ojos de Neto, quien no acaba de entender que es lo que está ocurriendo.  Por ejemplo, se molesta y llama a un amigo suyo de la escuela por teléfono para quejarse de que como era posible que interrumpan un juego de béisbol de los Yankees de Nueva York que estaban escuchando en la radio para poner una «cadena radial».  En otra escena, luego del derrocamiento del gobierno, sale a buscar a su amiga Ani, pero al llegar a la casa de la muchacha, se encuentra con un soldado quien le dice que la familia que allí vivía antes ya se fue.  En una de las situaciones más críticas a los cambios que ocurrieron cuando cayó el gobierno arbencista, se observa en dos escenas: en la primera, Neto y sus compañeros de colegio está recibiendo clases de una maestra que les habla de las enseñanzas del Dr. Juan José Arévalo Bermejo, y en la segunda, tras el triunfo liberacionista, su maestra es cambiado por un maestro, quien llega con un mapa de los Estados Unidos y les empieza a enseñar los nombres de los estados de esa nación norteamericana y a hablar en inglés.  Por último, en lo que pudo ser una tragedia pero no pasó de ser un susto, Neto y sus amigos encuentran un depósito de armas y accidentalmente disparan una ametralladora. Lo que Neto no ve en estas situaciones, es como su padre —que tenía un puesto en el gobierno arbencista— ha estado bajo presión para sucumbir a los sobornos que se le ofrecen, que la familia de «Ani» (Ingrid Hernández) es obligada a huir apresuradamente del país tras la caída del gobierno, que el sistema educativo ha cambiado totalmente para enfocarse en los beneficios del sistema capitalista estadounidense abandonando el socialismo espiritual del expresidente Arévalo, y que han sucedidos hechos bélicos a los que estuvo prácticamente ajeno.
Por otra parte, cuando la acción se centra en los recuerdos del tío Ernesto, las referencias a la invasión liberacionista de 1954 son más obvias: en una escena, por ejemplo, los adultos de la familia están escuchando un mensaje radial del presidente Árbenz en el que asegura que no renunciará a las presiones estadounidenses y de la United Fruit Company, a lo que Erenesto responde con alegría y admiración por el valor del presidente guatemalteco; pero cuando escuchan las palabras de la renuncia de Árbenz, mientras la matriarca de la familia tiene un rosario en la mano y da gracias a Dios porque les van a regresar las fincas, Ernesto, decepcionado, sale de la habitación diciendo «¿Para qué?  ¡Para que pasten vacas inexistentes!» en clara referencia a la Reforma Agraria que había impulsado el gobierno del coronel Árbenz y que sería derogada por los liberacionistas.
Las escenas son matizadas con sonidos de fondo que colocan al espectador dentro de la situación que vivía Guatemala en junio de 1954, sin hablar explícitamente de la invasión dirigida por Carlos Castillo Armas:  se escucha el noticiero "Guatemala Flash" con su añejo eslogan publicitario «Guatemala, ¡tierra del son, de las guapas mujeres y de la marimba!», las fuertes acusaciones de la radio clandestina La Voz de la Liberación en la que acusan al gobierno arbencista de ser un «títere de Moscú» y los discursos del presidente Árbenz.
También se tocan aspectos del racismo que imperaba en Guatemala:  cuando Neto encuentra a su sirvienta indígena con su novio le grita que ella hace cosas sucias «porque es india», a lo que la muchacha con gran paciencia le replica que en Guatemala «todos son indios». Neto se enoja y se va.
La película concluye cuando el tío Ernesto le enseña a construir los globos de papel a Neto, y éste curado de su asma y habiendo logrado su sueño de ascender al Volcán de Agua grita a su sirvienta Nidia —cuando esta se marcha a su pueblo para que su hijo nazca con su gente— que a su hijo por nacer lo deje hablar.

## Escenografía
La película fue filmada en varios lugares de la Ciudad de Guatemala y de la Antigua Guatemala, para ambientar los hechos en la Ciudad de mediados de 1954.

## Reparto
Los principales personajes son:
- Oscar Javier Almengor (Neto Yepes)
- Herbert Meneses (Tío Ernesto Yepes)
- Julio Díaz (Eduardo Yepes)
- Eva Tamargo (Elena)
- Eduardo Guerrero (German)
- Sergio Paz (Alberto)
- Indira Chinchilla (Nidia)
- Frida Henry (Abuela Mercedes)
- Patricia Orantes (Tia Cristy)
- Pablo Arenales (Rodrigo)
- Diego Peralta (Mario)
- Mildred Chavez (Rosa)
- Ingrid Hernández (Ani)
- Ricardo Mendizábal (Arzobispo)
- Zoila Portillo (Matilde)

## Premios
El Silencio de Neto fue parte de la selección oficial de Sundance Film Festival y fue remitida a competición a la 67.ª entrega de los Premios Oscar en la categoría de Mejor Película Extranjera.  
| Festival                                      | Ubicación      | Premio                      |
| --------------------------------------------- | -------------- | --------------------------- |
| Festival Latinoamericano de Nueva Inglaterra  | Estados Unidos | Mejor Opera Prima           |
| Festival Latino de Nueva York                 | Estados Unidos | Mejor Film                  |
| Festival internacional de Biarritz            | Francia        | Premio especial del jurado. |
| Festival de cine de Huelva                    | España         | El Quijote                  |
| Festival de cine internacional de Puerto Rico | Puerto Rico    | Mención Especial            |